# Centralne Warsztaty Samochodowe

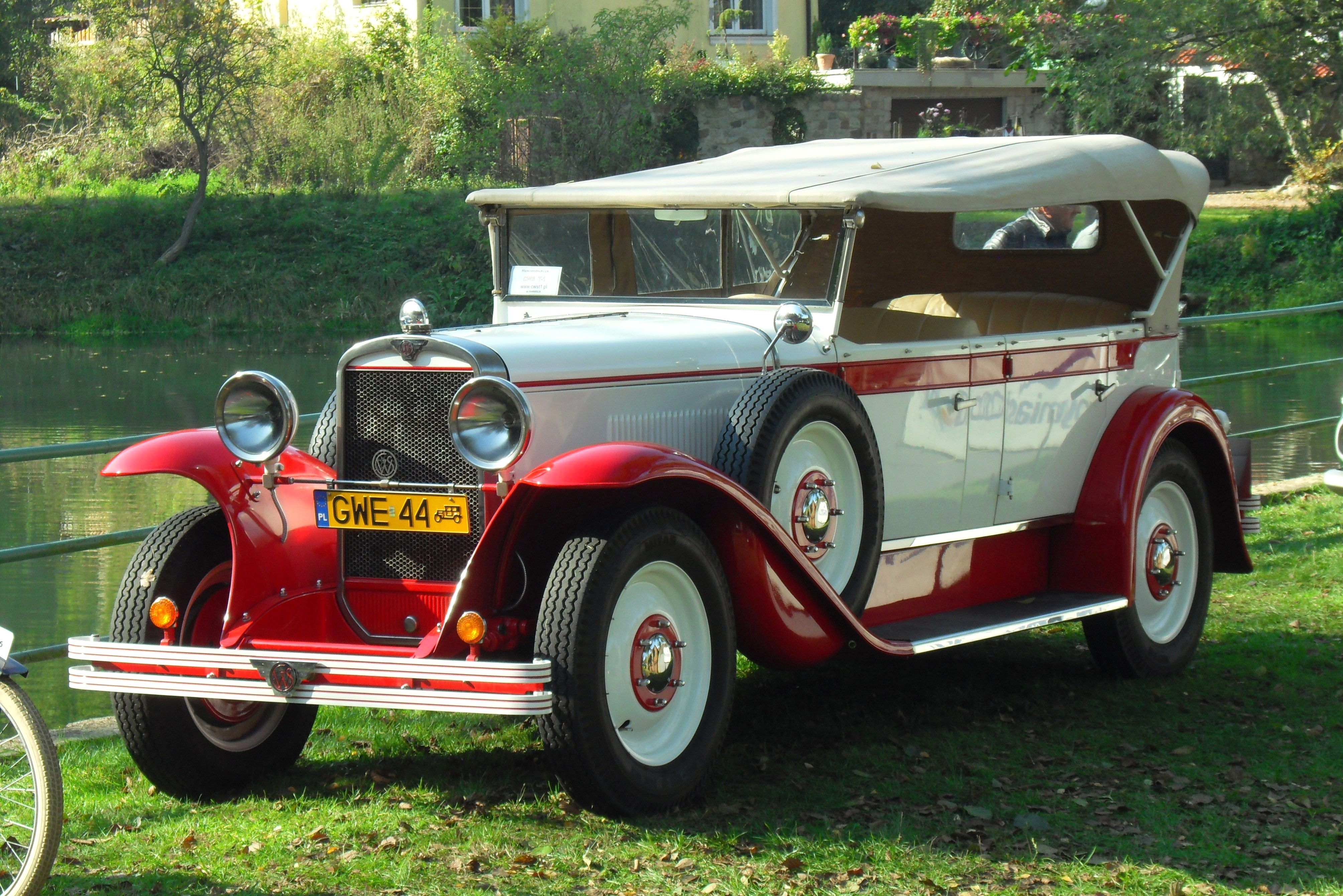
CWS T-1 (Nachbau)

Centralne Warsztaty Samochodowe, kurz CWS, war ein polnischer Hersteller von Automobilen.

## Unternehmensgeschichte
Laut einer Quelle wurde das Unternehmen 1919 in Warschau gegründet. Es war ein Zusammenschluss der Automobilwerkstätten des Landes, geleitet wurde es von einer Militärverwaltung. Zunächst war der Unternehmenszweck, die im Ersten Weltkrieg zurückgelassenen Kraftfahrzeuge fahrtüchtig zu machen.
Eine andere Quelle nennt die Firmierung Centralny Zaklady Inzynierii, kurz CZInz, mit Gründungsjahr 1918. Ein Teil davon, CWS, im Englischen mit Central Auto Works übersetzt, war für die Instandsetzung der vorhandenen Kraftfahrzeuge zuständig.
1922 war Kazimierz Meÿer der Direktor des Unternehmens. Er beauftragte den Konstrukteur Tadeusz Tański mit der Entwicklung eines Motors, der ab 1923 getestet wurde, zum Teil in Fahrzeugen von Dodge. 1925 war das erste Fahrzeug fertig. 1927 startete die Produktion, der Markenname lautete CWS. Ab 1927 wird in einer englischen Quelle Panstwowe Central Engineering als Hersteller genannt, ebenfalls in Warschau, und ab 1928 Państwowej Wytwórni Samochodów. Damit ist laut einer vierten Quelle Państwowe Zakłady Inżynierii gemeint.
1930 oder 1931 endete die Produktion. Insgesamt entstanden etwa 800 Fahrzeuge und über 200 Motoren.

## Fahrzeuge
1920 entstanden 16 gepanzerte Fahrzeuge auf Basis des Ford Modell T.
Der ab 1922 entwickelte Vierzylindermotor hatte OHV-Ventilsteuerung, 2985 cm³ Hubraum und 45 PS Leistung.
Ende 1923 war der erste Erprobungsträger CWS Nr. 1 fertiggestellt, dem einige Monate später der CWS Nr. 2 folgte. Mit dem Fahrzeug Nr. 2 wurde erfolgreich an etlichen Vergleichsfahrten teilgenommen. Die Besonderheit an dem Motor war der Einsatz von Schrauben der Größe M 10, so dass der Motor mit lediglich einem Schraubenschlüssel zerlegt werden konnte. Der Motor hatte 3054 cm³ Hubraum mit einer Zylinderbohrung von 90 mm und 120 mm Kolbenhub. Die Leistung betrug 62 PS (45 kW) bei 3000/min. Die Verdichtung lag bei lediglich 4,75, welches der schlechten Kraftstoffqualität geschuldet war. Der Motorölhaushalt betrug 10 Liter. Der Vergaser war vom Typ Solex. Das Fahrzeug hatte Trommelbremsen an allen vier Rädern mit einem Durchmesser von 400 mm. Der Radstand betrug 3400 mm und die Spurweite 1400 mm. Das komplette Fahrzeug hatte ein Gewicht von 1690 kg. Die Bereifung von Michelin auf Scheibenrädern hatte die Größe von 860 mm im Durchmesser und 160 mm in der Breite. Der Kraftstofftank fasste 148 Liter.
1925 entstand ein Wagen eigener Konstruktion, der 1927 unter dem Modellnamen CWS T-1 als erstes polnisches Auto in Serienproduktion ging. Das Getriebe hatte vier Gänge.
Dafür sind abweichend der kleinere, ab 1922 entwickelte Motor sowie 1800 kg Leergewicht angegeben. Bekannt sind Pullman-Limousine und offener Tourenwagen, jeweils mit sechs Sitzen. Die meisten Fahrzeuge waren allerdings als Kastenwagen karossiert und gingen an die Poczta Polska und das Polnische Rote Kreuz. Es gab auch einige als Lastkraftwagen.
1930 entstanden drei Prototypen des CWS T-8 mit Achtzylinder-Reihenmotor, seitlichen Ventilen, 2964 cm³ Hubraum und 80 PS Leistung in den Karosserieformen zweisitziger Roadster, viersitziger Tourenwagen sowie als geschlossenes Faux-Cabriolet.
Ebenfalls 1930 wurde der CWS T-2 vorgestellt. Dieses Modell hatte den halbierten Motor aus dem CWS T-8.

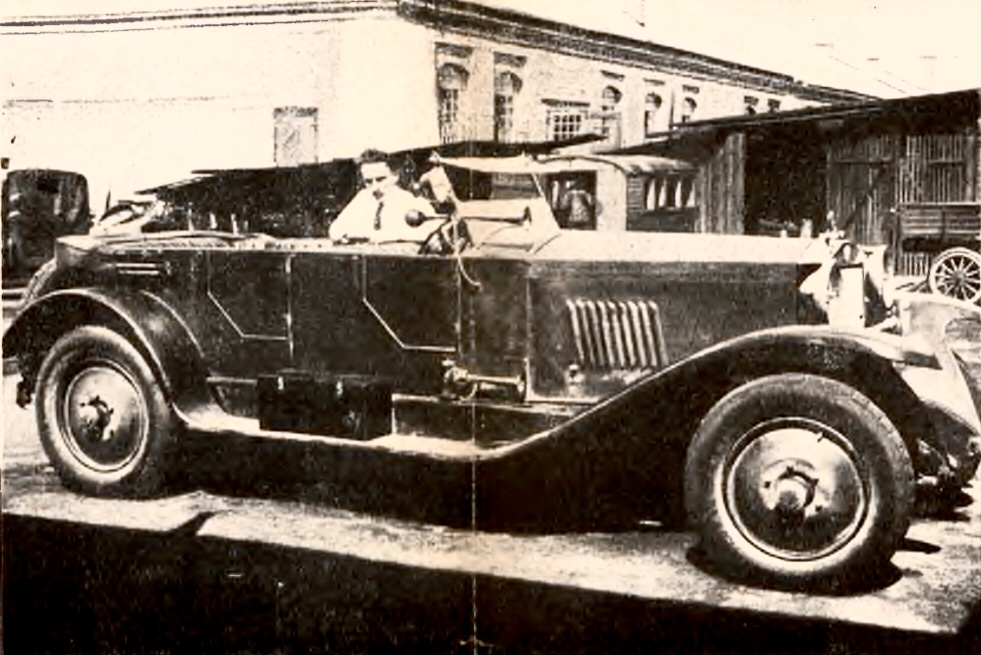
CWS Fahrzeug Nr. 1 mit dem Konstrukteur Tadeusz Tański vor seiner Werkstatt (um 1924)
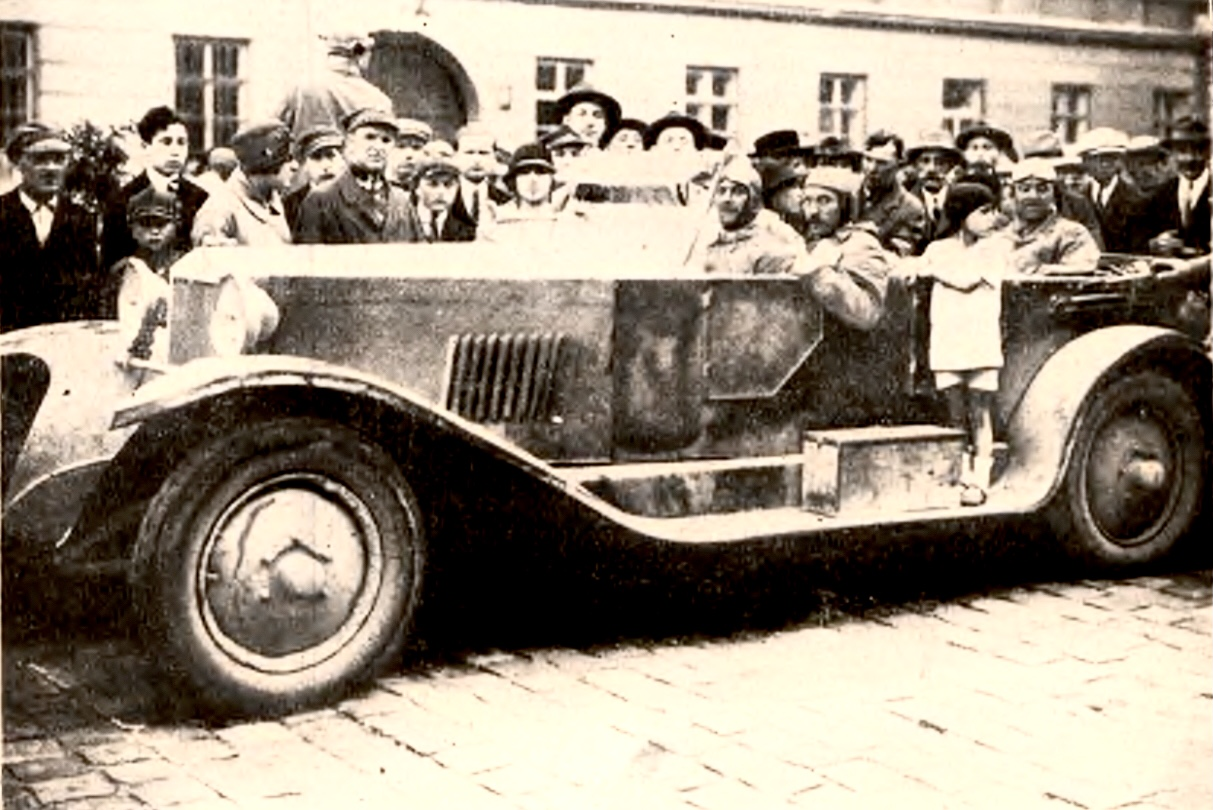
CWS Nr. 2
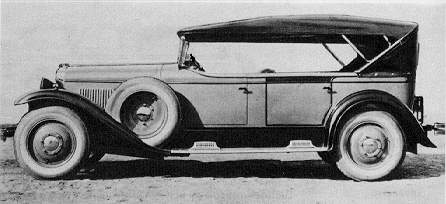
CWS T-1 als offener Tourenwagen
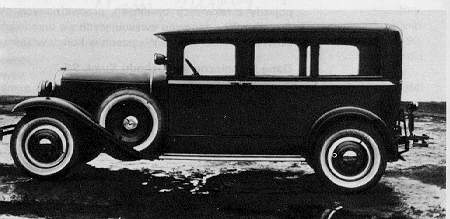
CWS T-1 als Pullman-Limousine
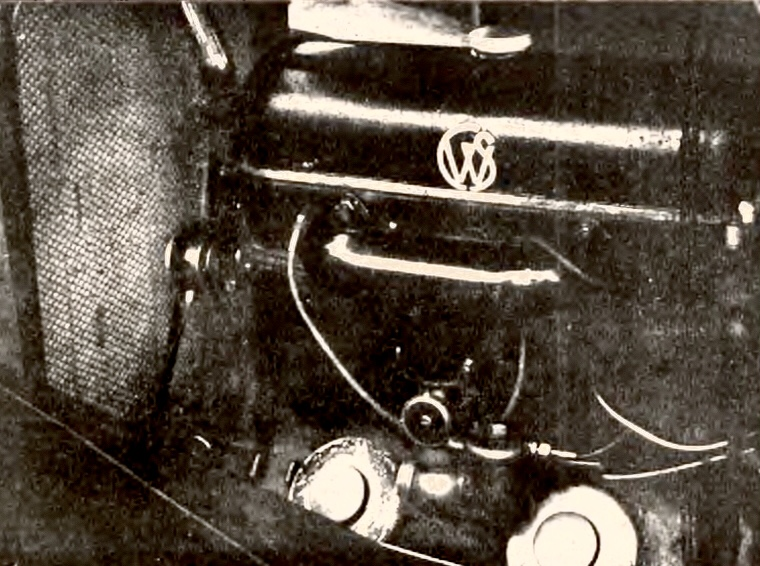
CWS-Markenzeichen auf dem Motorblock
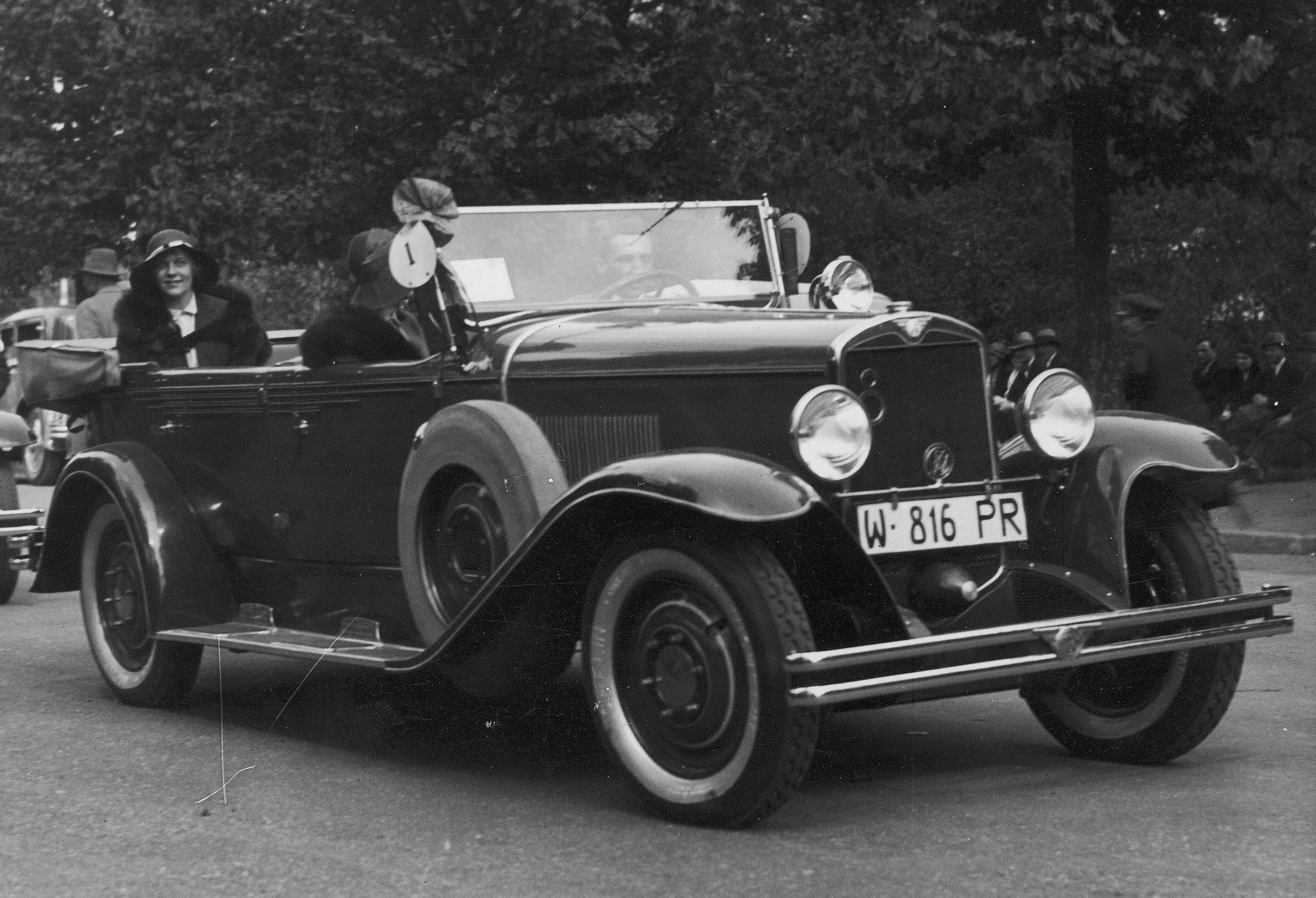
CWS T-8
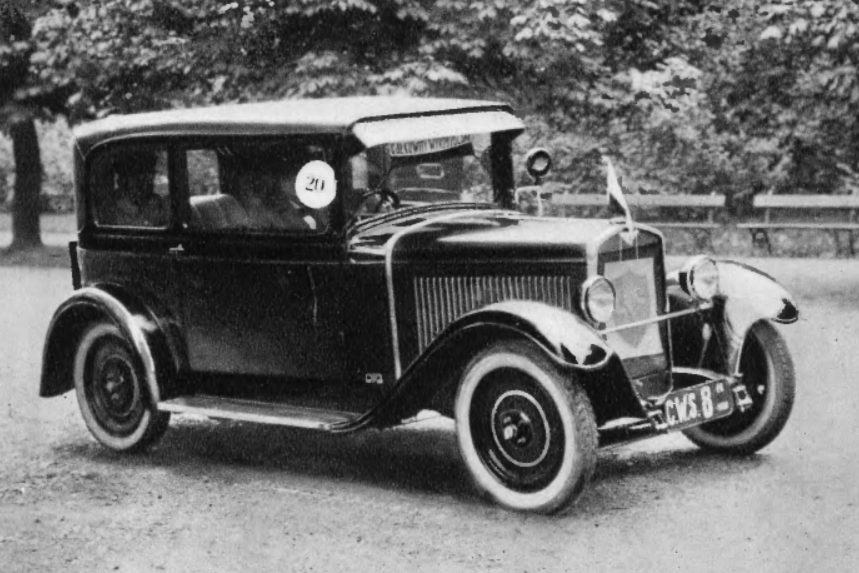
CWS T-2